# Rudolstadt
Rudolstadt è una città di 24 450 abitanti della Turingia, in Germania.
Appartiene al circondario (Landkreis) di Saalfeld-Rudolstadt (targa SLF).

## Storia

6000 dipendenti nello stabilimento chimico della RDT

Le attrazioni più importanti con musei su OpenStreetMap a Rudolstadt.

### Ampliamenti della città
Nel corso del XX e del XXI secolo, la città si è espansa più volte, inglobando comuni limitrofi.
Il primo, nel 1921, fu Volkstedt, paese natale del filosofo Johann Heinrich Abicht. Seguirono poi Cumbach nel 1929, Mörla, Pflanzwirbach, Schaala e Schwarza nel 1950, Keilhau nel 1993, Lichstedt, Oberpreilipp e Unterpreilipp nel 1997 e Remda-Teichel nel 2019.

## Economia

### Industria
A Rudolstadt ha sede la storica fabbrica di porcellane Unterweißbacher Werkstätten für Porzellankunst.

## Amministrazione

### Gemellaggi
- Annecy
- Bayreuth, dal 1990
- Rexburg